# علي أنور
ستوكروك بالانجليزية  نstockroc هي شركة استثمارات دولية من تأسيس رجل الأعمال المغربي علي انوار، ولد في 28 يناير 1998 في المغرب. مستثمرا، نشط في بينانس. وقد انتخب عضو راجيا سابها ‏.